# Heterocoma albida
Heterocoma es un género monotípico de plantas fanerógamas perteneciente a la familia de las asteráceas. Su única especie: Heterocoma albida, es originaria de Brasil, donde se encuentra en el Cerrado, en Minas Gerais.

## Taxonomía
Heterocoma albida fue descrita por (DC. ex Pers.) DC. y publicado en Annales du Muséum National d'Histoire Naturelle, 16: 190, 1810.
sinonimia
- Proteopsis insculpta Philipson
- Proteopsis sellowii Sch.Bip.
- Serratula albida DC. ex Pers. basónimo[3]